# Braak
Braak ist eine Gemeinde im Kreis Stormarn in Schleswig-Holstein.

## Geografie
Braak wurde als Waldrodungsdorf in Form eines Rundangerdorfes im ehemaligen slawisch-sächsischen Grenzgebiet mit ursprünglich sieben Hufen angelegt. Am nördlichen Rand des Ortes entspringt die Braaker Au.

## Geschichte
Braak wurde erstmals 1256 urkundlich erwähnt, aber wahrscheinlich bereits um 1245 gegründet. Es entstand im Rahmen der sächsischen Ostkolonisation an der Grenze zu den slawischen Siedlungsgebieten.
Im Jahre 1310 verkauften die holsteinischen Grafen Gerhard II. und Adolf VI. das Dorf an das Zisterzienserinnenkloster in Reinbek. Im Verlaufe der Reformation und der damit verbundenen Auflösung des Klosters kam Braak in den Besitz von König Friedrich I. von Dänemark, der es in das alte landesherrliche Amt Reinbek eingliederte. 1814 unterlagen hier die Dänen in einem Gefecht den Russen.
Nach der Annexion Schleswig-Holsteins durch Preußen kam Braak schließlich 1889 in den Amtsbezirk Alt-Rahlstedt. Als Alt-Rahlstedt 1927 der neu gebildeten Großgemeinde Rahlstedt zugeschlagen wurde, kam Braak zum Amtsbezirk Siek, aus dem nach dem Zweiten Weltkrieg das heutige Amt Siek hervorging.

## Braaker Basis
Im Gebiet der Gemeinde Braak maß der Altonaer Astronom Heinrich Christian Schumacher um 1820 mit äußerster Genauigkeit die sogenannte „Braaker Basis“, eine völlig gerade Linie von 5875,219 Meter. Diese Basislinie war Grundlage für Schumachers Dänische Gradmessung  und die Hannoversche Landesvermessung von Carl Friedrich Gauß.

## Politik

### Gemeindevertretung
Bei der Kommunalwahl am 14. Mai 2023 wurden insgesamt elf Sitze vergeben. Von diesen erhielt die Braaker Wählergemeinschaft sieben Sitze und die CDU vier Sitze.

### Bürgermeister
Bürgermeister ist Reinhard Diatscheschen (BWG).

### Wappen
Blasonierung: „In Grün eine erhöhte silberne Spitze, darin sieben giebelständige, um eine rote Lilie angeordnete rote Bauernhäuser.“

## Kultur und Sehenswürdigkeiten
In der Liste der Kulturdenkmale in Braak stehen die in der Denkmalliste des Landes Schleswig-Holstein eingetragenen Kulturdenkmale.
In Braak gibt es eine Freiwillige Feuerwehr mit einem Musikzug und einen Seniorenkulturkreis Braak.
Der Verein Braaker Mühle betreibt die südlich von Braaks Zentrum gelegene Windmühle, dessen Mehl von der gleichnamigen Großbäckerei verarbeitet wird. Die Mühle wurde 1850 erbaut und war seit 1859 im Besitz der Müller- und Bäckerfamilie Lessau. 1977 wurde der Betrieb vorübergehend eingestellt, das Gebäude 1983 unter Denkmalschutz gestellt und umfangreich saniert.

## Wirtschaft und Infrastruktur

### Unternehmen
Lange Zeit war die Traditionsbäckerei Braaker Mühle größter Arbeitgeber im Ort.
Als das Gewerbegebiet Stapelfeld/Braak im Jahr 2013 erweitert wurde, verlegte das inhabergeführte Großhandelsunternehmen BOLTZE Gruppe den Firmensitz nach Braak und ist seitdem mit fast 300 Mitarbeitern größter Arbeitgeber im Ort.

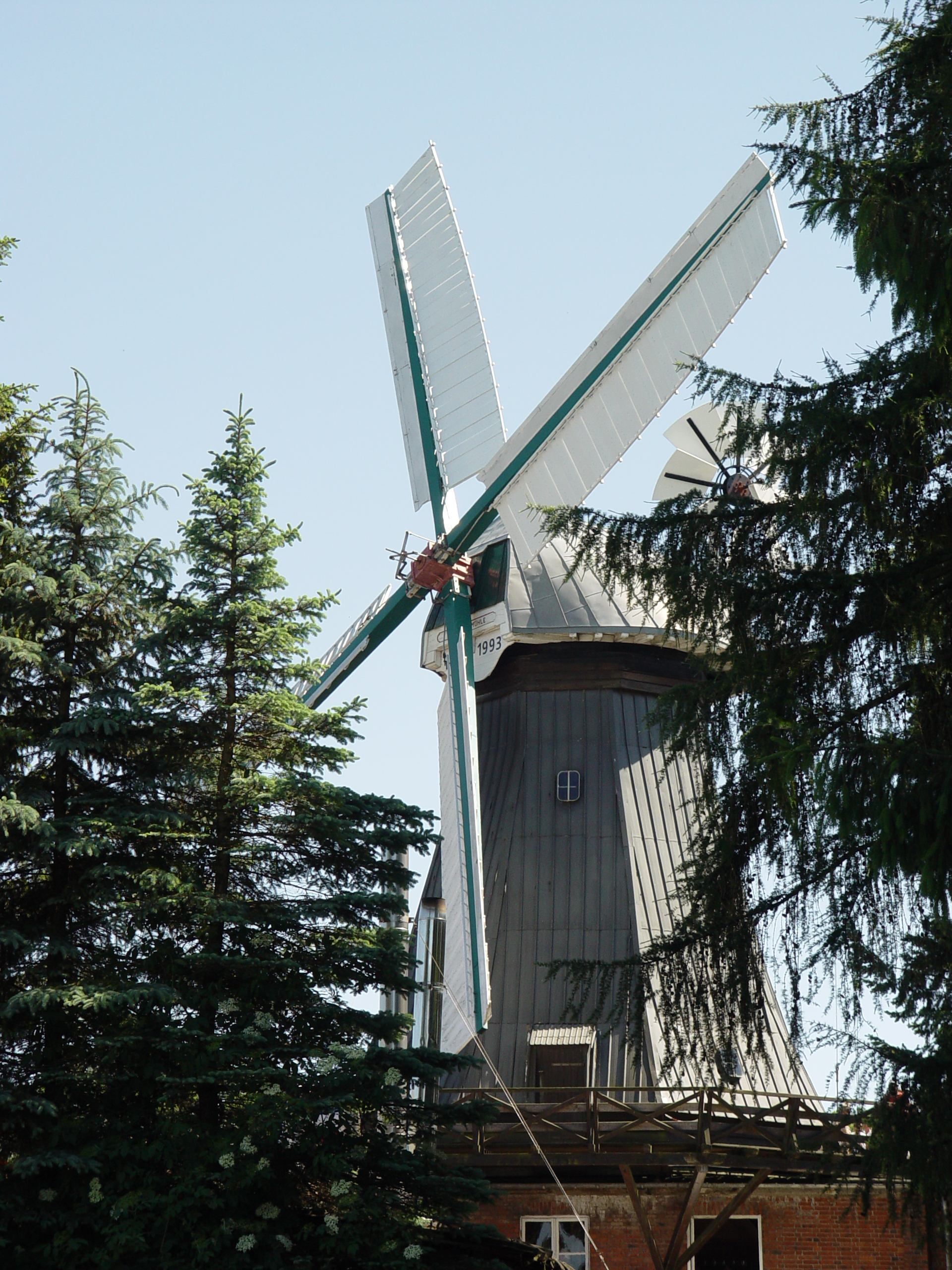
Braaker Mühle

### Bildung
Die Fahrbücherei im Kreis Stormarn hält im Drei-Wochen-Rhythmus an zwei Haltepunkten in Braak.

### Verkehr
Die Gemeinde liegt an der Bundesautobahn 1 im Einzugsbereich von Hamburg.